# Бингулац, Петар
Петар Бингулац (серб. Петар Бингулац; 5 июля 1897, Вуковар — 4 января 1990, Белград) — сербский музыковед

, музыкальный педагог и музыкальный критик.

## Биография
Получил богословское образование в Сремских-Карловцах (1919), затем изучал право в Парижской высшей школе политических наук и музыку в парижской Schola cantorum у Венсана д’Энди (композиция) и Поля Ле Флема (контрапункт). В 1925—1945 гг. находился на дипломатической службе Королевства сербов, хорватов и словенцев, работая в Милане, Праге и Софии. Затем вернулся в Югославию и посвятил себя полностью работе в области музыки.
Бингулац преподавал теоретические и хоровые дисциплины Белградской академии музыки (среди его учеников, в частности, Рудольф Бруччи), выступал как музыкальный критик в белградской периодике. Опубликовал монографию «Творчество Стевана Мокраняца» (серб. Дело Стевана Мокрањца; 1981), избранные работы составили сборник «Статьи о музыке, этюды и очерки» (серб. Написи о музици, студије и есеји; 1988). Был членом Союза фольклористов Югославии, посвятил ряд работ истории церковного пения у балканских народов.